# Tacuarembó

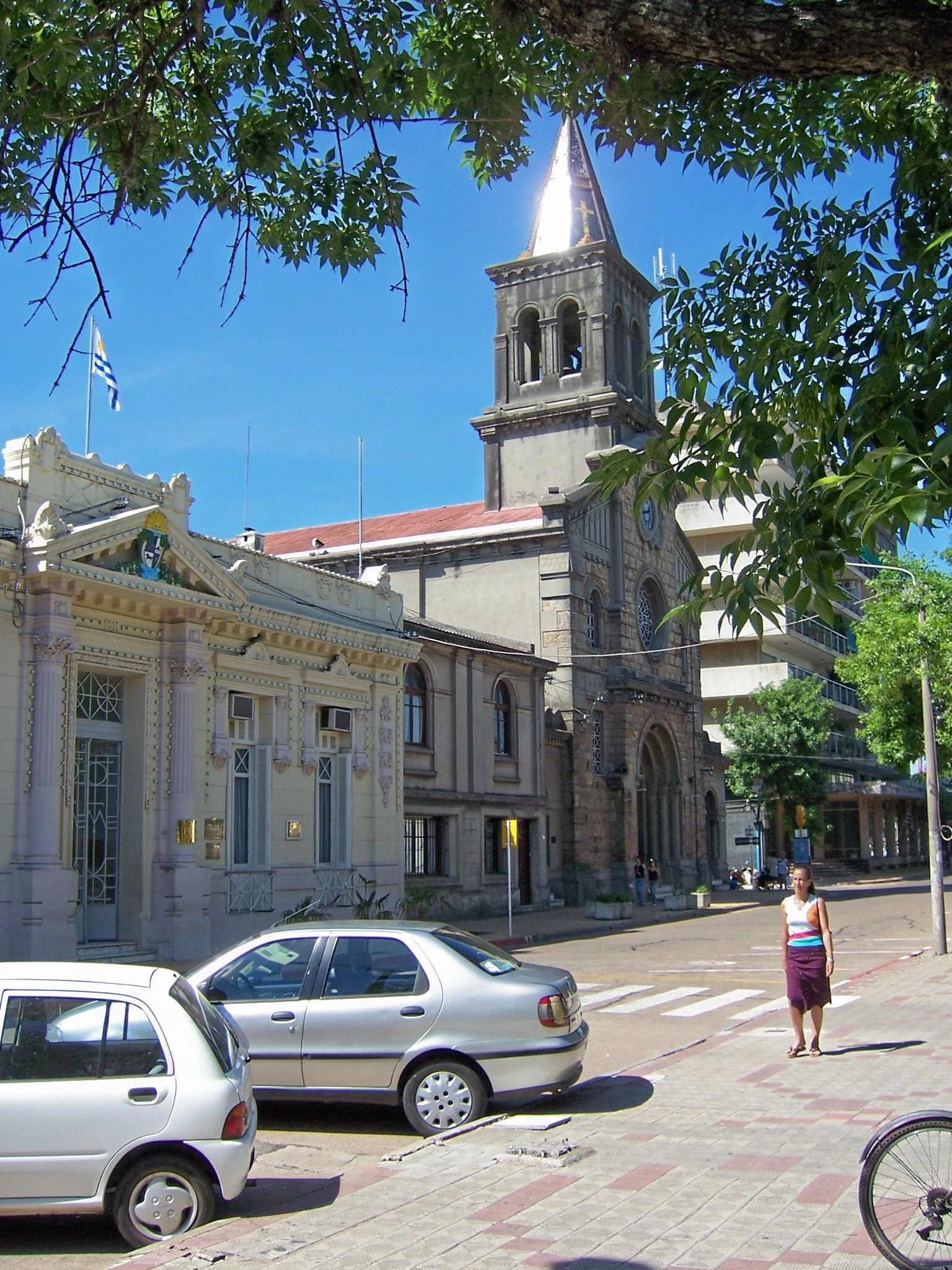
Catedral e Intendencia de Tacuarembó

Tacuarembó es la ciudad uruguaya capital del departamento homónimo. Se ubica al norte del departamento, en el kilómetro 388 de la ruta 5 Brigadier General Fructuoso Rivera, y se vincula con el litoral uruguayo a través de la ruta 26 General Leandro Gómez.

## Historia
Quien comenzó la colonización de este territorio fue el caudillo oriental José Gervasio de Artigas, que en su etapa de militar de Blandengues empezó a darle especial importancia a la región. En 1797 realizó recorridas de vigilancia y control de las fronteras virreinales de la Banda Oriental, por lo que solía atravesar esta zona. Desde 1804 a 1807 estableció el campamento en el arroyo Tacuarembó Chico brindando seguridad a los pobladores rurales, para finalmente erigir la «Casa de Piedra del Tacuarembó Chico», desde donde efectuaría la primera colonización oficial del territorio tacuaremboense con numerosos repartos de estancias.
En las instrucciones que dictó Artigas a los diputados delegados por la nueva Provincia Oriental a la Asamblea del año XIII de las Provincias Unidas del Río de la Plata, reunidas en la ciudad de Buenos Aires, constaban los principios de independencia, república y federalismo dentro de los límites que reclamaba para la nueva provincia autónoma, en donde nombraba al caserío de Tacuarembó como dentro de su jurisdicción, entre otros:

Artículo 7: El Gobierno Supremo entenderá solamente en los negocios generales del Estado. El resto es peculiar al gobierno de cada Provincia.

Artículo 8: El territorio que ocupan estos pueblos desde la costa oriental del Uruguay hasta la fortaleza de Santa Teresa, forman una provincia denominante "La Provincia Oriental".

Artículo 9: Que los 7 Pueblos de Misiones, los de Batoví, Santa Tecla, San Rafael y Tacuarembó que hoy ocupan injustamente los Portugueses y a su tiempo deben reclamarse serán en todo tiempo territorio de esta Provincia [...].

En tierras ubicadas entre el arroyo Tranqueras y el de Tacuarembó Chico, de propiedad de Ana Barbera, fray Domingo Morales —quien después sería cura vicario de Yapeyú— reunió hacia 1817 a los indígenas que habitaban la zona y levantó una aldea junto a una capilla-oratorio que llamó «Santa Ana del Tacuarembó Chico», terminada en 1822, presumiblemente cercana al Cerro de la Aldea y hacia el oeste de la presente ciudad. Dicho oratorio desapareció hacia el año 1825.
El 24 de octubre de 1831 un decreto presidencial del entonces primer mandatario Fructuoso Rivera dispuso la creación de una villa en la región, la cual debería estar ubicada en la 5ª Sección Judicial del departamento (por ese entonces, Paysandú). La tarea de esta fundación le fue encomendada al sobrino del Presidente, el coronel Bernabé Rivera (1799-1832). 
Fue así que partió de Montevideo una caravana de carretas y familias hacia la ribera del río Tacuaremboty – que en lengua guaraní significa «río de los cañaverales o tacuarales». 
Luego de tres meses, llegó la larga caravana al lugar (el denominado Rincón de la Tía Ana, una vasta región delimitada por los arroyos Tacuarembó Chico, el Tranqueras y el Ataque) y, tras que el agrimensor realizara la mensura, deslinde y amanzanamiento del futuro poblado, el coronel Bernabé Rivera fundó la villa bajo el nombre de San Fructuoso un 21 de enero de 1832, por celebrarse en el día del santo homónimo en el calendario cristiano, independientemente de la coincidencia del nombre con el de quien era su tío y todavía presidente del país, quien por otra parte ya conocía la zona, pues en 1818 había establecido su Cuartel General muy cerca de allí, en el paraje denominado Capón de la Yerba (estribaciones de la Cuchilla de Tres Cruces). 
Algunos de los primeros pobladores de San Fructuoso fueron Ramón de Cáceres, José María Navajas, Pascual Pittaluga, Manuel Britos, Cornelio Cantera y Lorenzo Fernández. 
Luego del proceso fundacional, Bernabé Rivera solicitó el envío de un sacerdote y que la villa se organizara judicialmente, con jueces, policías, etcétera para el futuro pueblo, que dependía administrativamente de las autoridades de Paysandú. 
Para el año 1837 San Fructuoso era una villa en crecimiento. Contaba con más de 500 habitantes, juez de paz, jefe militar, cura párroco, alcaldes y una Comisión de Obras Públicas. Por esta razón, el 16 de junio de ese año se promulgó la Ley n.° 158, que creaba tres departamentos: Salto, Paysandú y Tacuarembó, este con cabecera en San Fructuoso. Hacia 1843, la villa de San Fructuoso pudo contemplar el paso de las fuerzas de Juan Manuel de Rosas, algunas de cuyas inscripciones quedaran documentadas en el archivo municipal y en el parroquial. 
Pasó el tiempo y la comunidad continuó creciendo. El 17 de junio de 1912, la villa de San Fructuoso fue elevada de categoría y, conjuntamente con ello cambió su nombre por Ley 4.031, por lo cual pasó a llamarse “Tacuarembó”. Se dice que el nombre le fue dado por la costumbre, ya que la gente se refería con ese nombre al poblado que se encontraba en las cercanías del río Tacuarembó, y también es la ciudad donde ocurrió la última Batalla de Tacuarembó

## Geografía
La ciudad se sitúa a orillas del arroyo Tacuarembó Chico, entre las elevaciones de la Cuchilla Casa de Piedra, la Cuchilla de la Aldea y la 
Cuchilla del Ombú. A sus alrededores se encuentran el Balneario Iporá, Valle Edén, el Cerro Cementerio, Santander, el Cerro Batoví, Pozo Hondo y las Grutas de los Cuervos y  de los Helechos, Villa Ansina, Paso de los Novillos, Curtina y San Gregorio de Polanco.

## Clima
Al igual que el resto del país, Tacuarembó presenta un clima del tipo templado con temperaturas que median los 17 °C. Durante el mes de marzo es la época de lluvias en la región.

## Población
Según el censo del año 2011 la ciudad cuenta con una población de 54 757 habitantes.
| 7 546         | 28 182 | 37 692 | 40 511 | 45 891 | 51 224 | 54 757 |
| (Fuente: INE) |        |        |        |        |        |        |

## Economía
Es centro comercial de una región de estancias ganaderas, con predominio de ganado bovino. La producción agrícola de cereales y oleaginosas se añade como materia prima que alimenta las industrias de la ciudad: cárnica-frigorífica, moliendas arroceras y harineras. Sobre la base de las formaciones forestales ripícolas subtropicales funcionan varios aserraderos, así como industrias multinacionales de mayor porte (ej.: Weyerhaeuser Productos S.A. o Urupanel).

## Turismo
Merece una visita la Catedral de San Fructuoso, declarada monumento histórico en 2006.
El lugar cuenta con paseos turísticos por los alrededores de la localidad, entre ellos el Museo Carlos Gardel en Valle Edén.
A pocos km del centro hay espejos de agua como la Laguna de las Lavanderas y el Balneario Iporá.

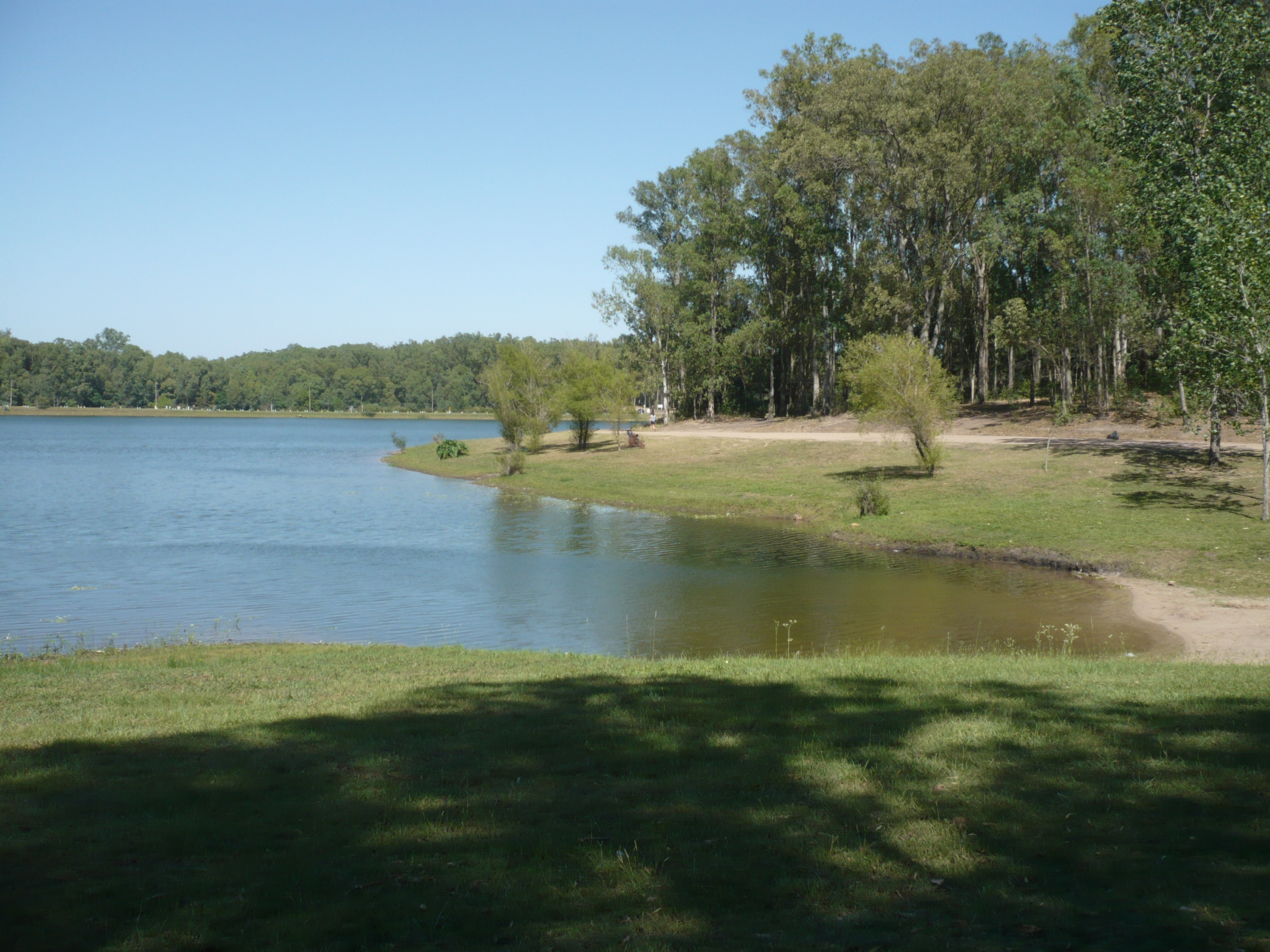
Uno de los lagos del Balneario Iporá, Uruguay.

Cerca de allí también se puede visitar la Gruta de los Helechos, la Gruta de los Cuervos y Pozo Hondo, en Valle Edén. En la ciudad se encuentran varios museos: el Museo del indio y del gaucho, el Museo de Geociencias, el Museo de Artes Visuales de Tacuarembó y el Museo del Deporte. También existen museos privados como el Museo Memoria del Pago, ubicado en el centro de la ciudad, o el Museo Ford City (básicamente sobre la historia de la mencionada marca automotriz), en las afueras de la ciudad. 
En el mes de marzo, la ciudad se viste de fiesta con el evento folclórico de mayor importancia del país: la Fiesta de la Patria Gaucha, actividad que se desarrolla en el entorno de la Laguna de las Lavanderas y que durante cinco días rinde culto a la tradición y al gaucho como tipo humano. Se destaca allí la minuciosa recreación de época, que cada año realizan las aparcerías que se dan cita.

## Véase también

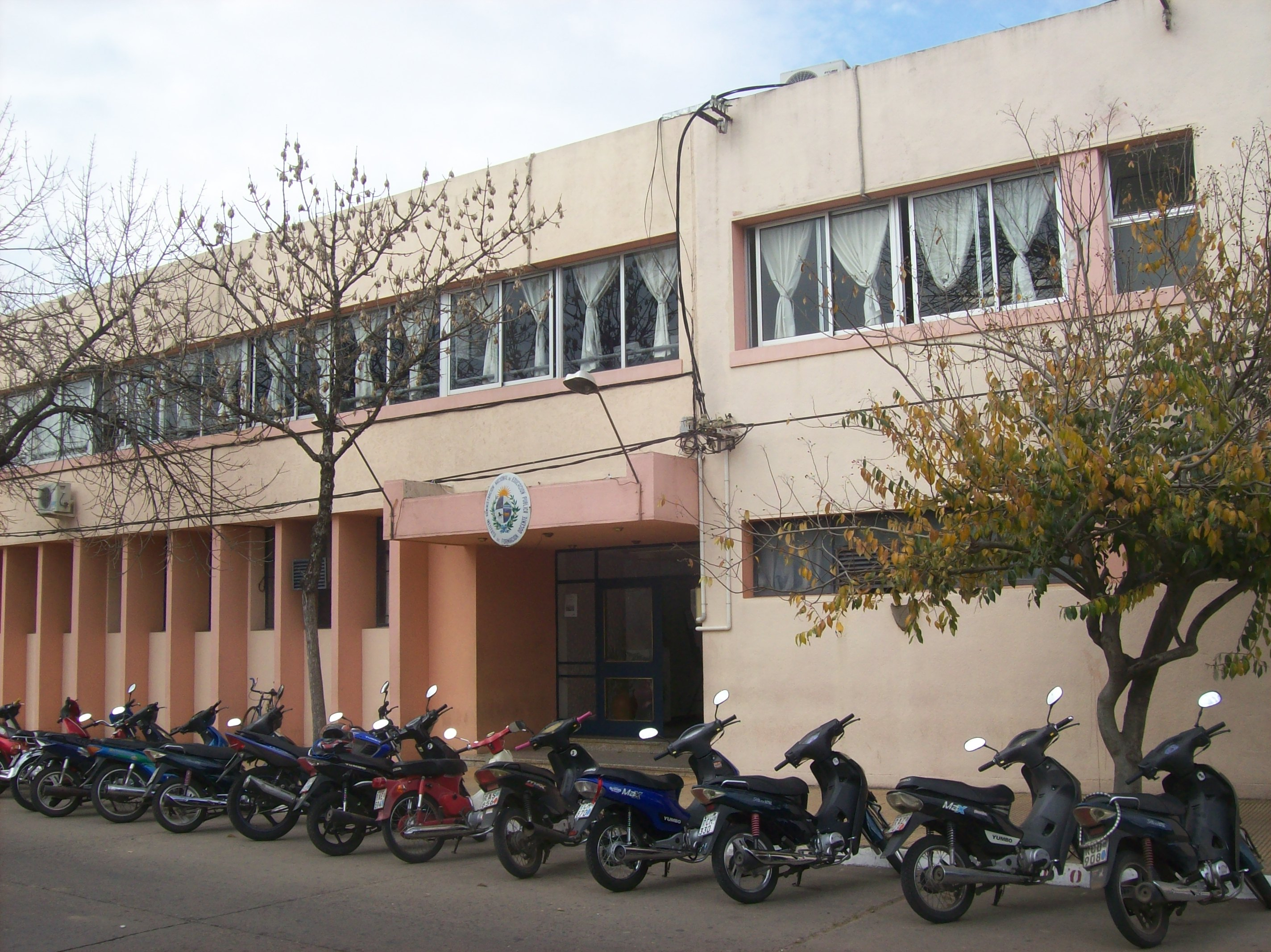
IFD de Tacuarembó